# Sanctuaire Notre-Dame de Myans
Le sanctuaire  Notre-Dame de Myans est situé en Savoie, dans la commune de Myans. Il est remarquable pour la Vierge dorée qui le surmonte, érigée en mémoire de l'effondrement du mont Granier.

## Présentation
Myans est d'abord remarquable pour son sanctuaire marial dédié à Notre-Dame de la Nativité. La Vierge noire, richement vêtue et couronnée, trône avec l'Enfant Jésus dans la partie inférieure du sanctuaire qu'il est coutume d'appeler « la crypte ». Les nombreux pèlerins qui s'y arrêtent peuvent, en effet, en entrant dans le sanctuaire, contempler du premier regard deux églises superposées. Le seul autre sanctuaire à présenter cette caractéristique est la Basilique de la Nativité de Bethléem.

## Histoire

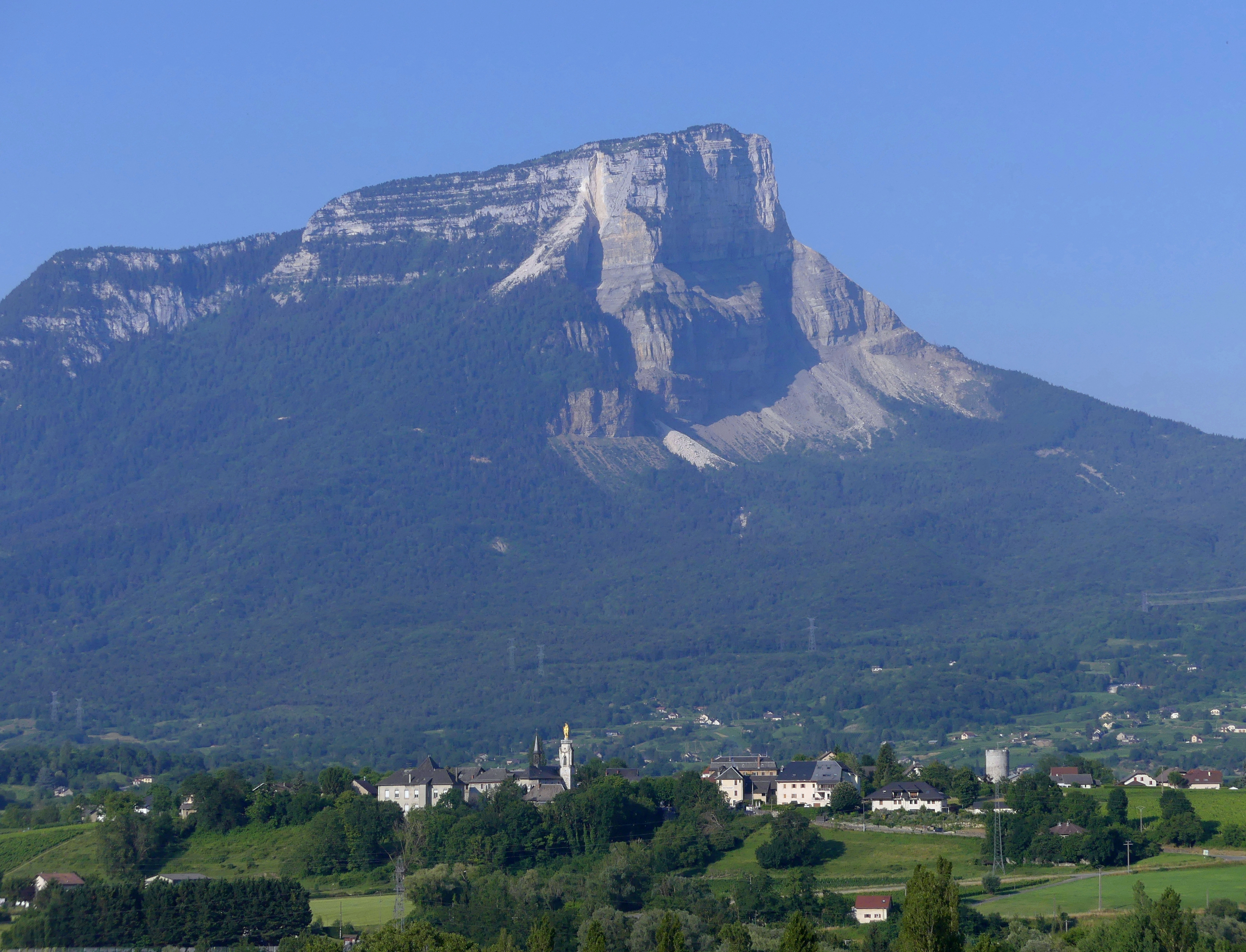
Vue de Myans et de son sanctuaire au pied du mont Granier.

Les premiers écrits à faire mention de Notre-Dame de Myans remontent au XIe siècle. Mais c'est au XIIIe siècle qu'elle va prendre une importance considérable. En effet, un bouleversement géologique extraordinaire a eu lieu le 24 novembre 1248 : l'effondrement du mont Granier, qui a recouvert par 500 000 000 m3 de terre et de roches tous les villages se trouvant sur sa coulée, et selon la légende préservant la petite chapelle de campagne dans laquelle se trouvait la statue. On parlera de plus de 5 000 victimes. Les gens de l'époque ont vu là un signe du ciel, et un pèlerinage est né spontanément. 
C'est au milieu du XVe siècle, soit deux cents ans plus tard, que le pèlerinage va prendre un essor important sous l'impulsion de Jacques de Montmayeur qui fait venir des moines franciscains pour bâtir un monastère et s'occuper des pèlerins. Très rapidement, la première église s’avère très fréquentée, et l'on procède à la construction d'une église supérieure pour les offices des Franciscains. On a donc, dès la fin du XVe siècle, les deux églises superposées avec un couvent franciscain.
Le 21 août 1589, est donnée dans le couvent de Myans une commission ou délégation par le provincial des Franciscains de l'Observance, le frère Martin Vallier, à frère Pierre de Rivo, gardien de Savoie, où le provincial s'était rendu, sans doute, lors d'une visite de la province de Saint Bonaventure.
Dans le sanctuaire se trouvent des fresques réalisées en 1936 par Léon Raffin, un disciple du grand peintre Maurice Denis : sur les côtés figurent les saints savoyards, sur la voûte une Vierge. À l'entrée du chœur est représentée la scène de l'éboulement du Granier telle que la légende l'a brodée. Le chœur, fait de marbre et de dorures, est une réplique d’une chapelle latérale de la Basilique Saint-Marc de Venise.

## Le sanctuaire aujourd'hui

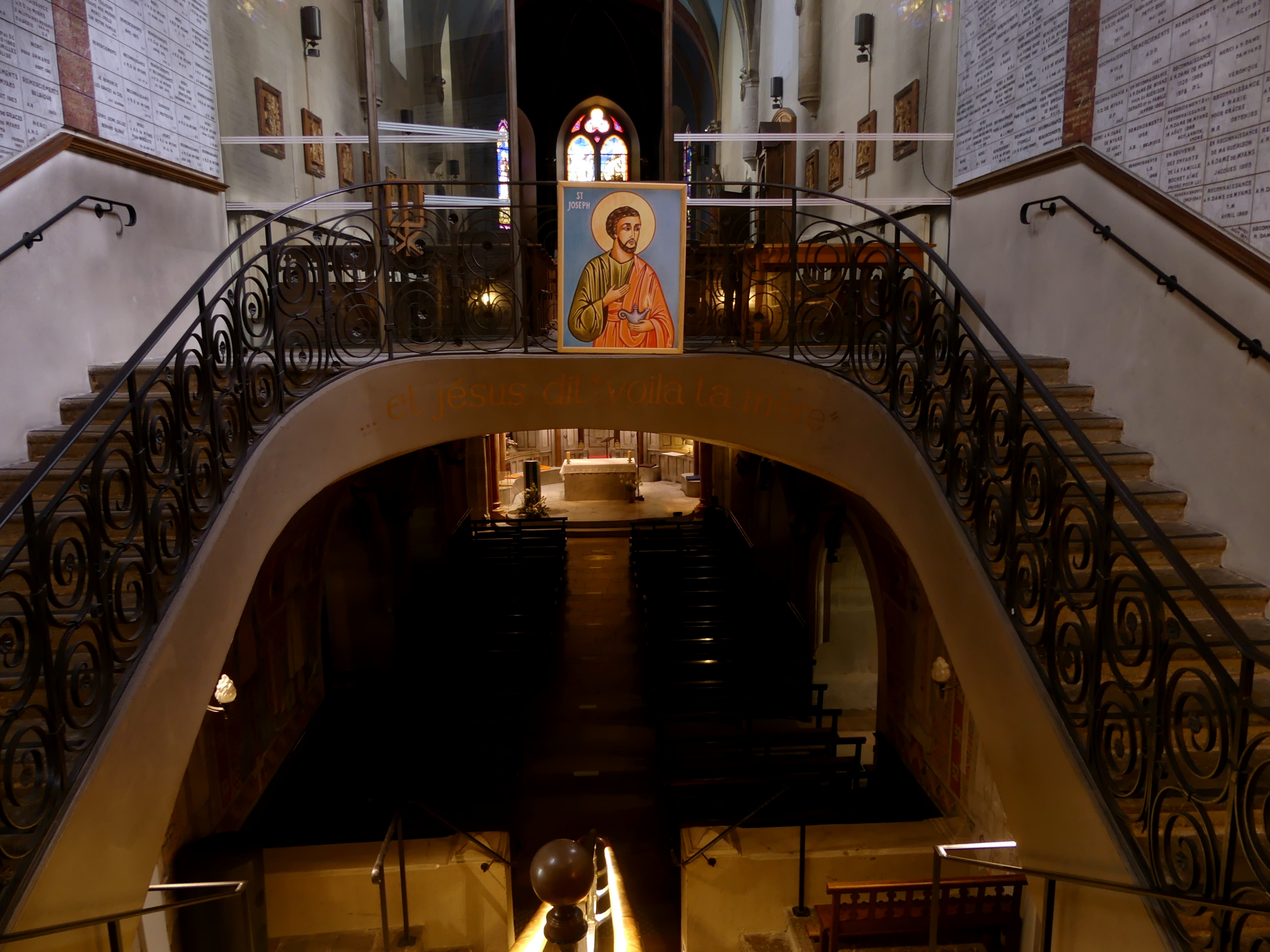
Entrée du sanctuaire.

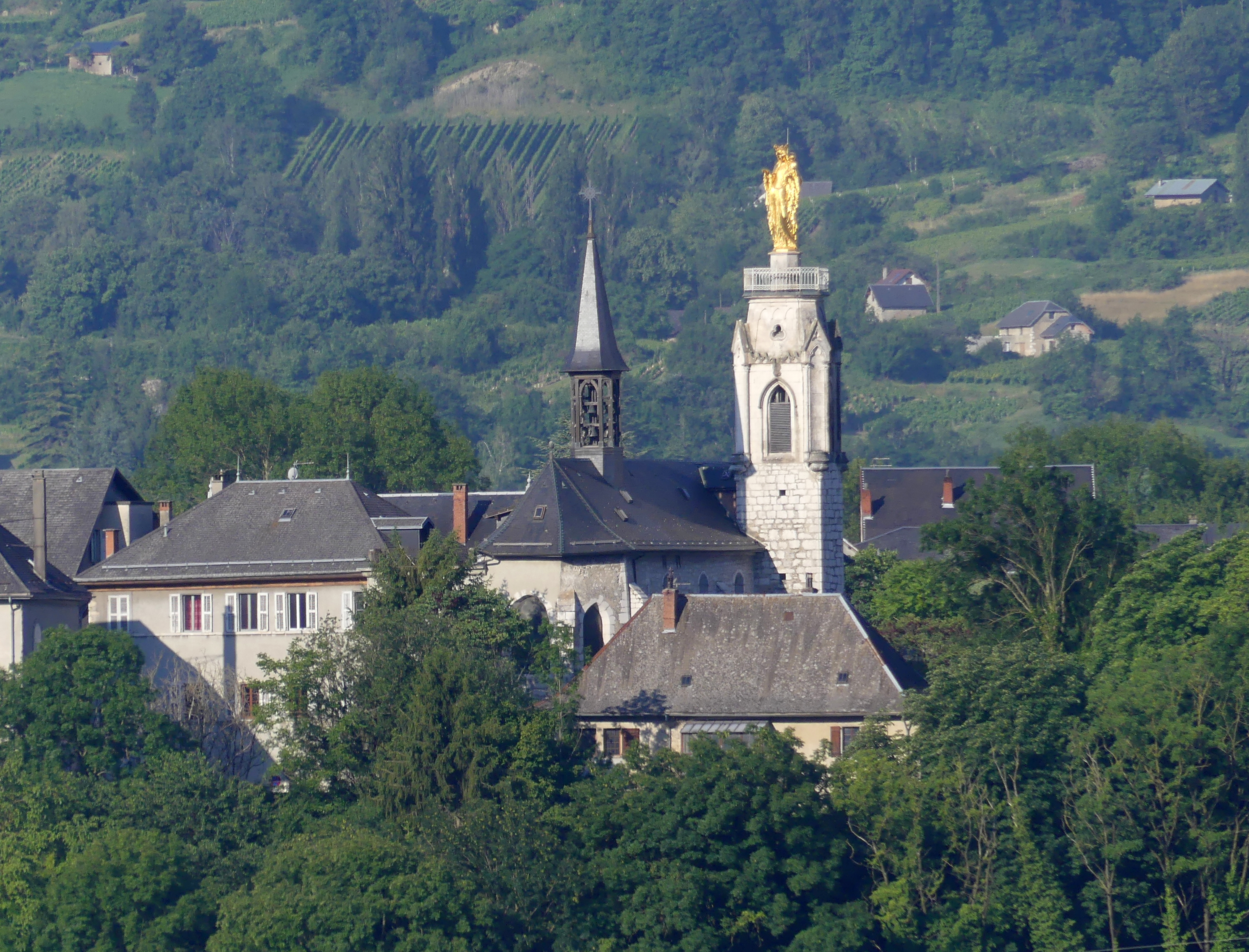
Le sanctuaire avec la Vierge dorée.

On estime les visiteurs à un nombre compris entre 80 000 et 100 000 par an. La maison attenante, dénommée « Maison des Pères » est réservée aux prêtres servant le sanctuaire et aux prêtres de passage désirant séjourner quelques jours ou quelques semaines.
Dans le prolongement, une maison d'accueil, appelée Maison de rencontres spirituelles, a été bâtie dans les années 1940 et restaurée dans les années 1970. Elle comprend actuellement 16 chambres.
Cette maison est pourvue de salles de réunion et un oratoire au premier étage afin de permettre une meilleure organisation sur la venue des groupes à la journée. Une grande salle indépendante, la salle « cardinal Garrone », a été construite en 1995. Elle peut accueillir 200 personnes.
Enfin, un magasin avec des articles religieux et une librairie, situé à côté du sanctuaire, complète le centre spirituel et sert également d'accueil pour les personnes désirant recevoir des renseignements ou être mis en relation avec un prêtre. Le sanctuaire et le centre spirituel sont sous la responsabilité pastorale du recteur du sanctuaire, le père Clément Danckaert, depuis le 1er septembre 2022.

## Liste des recteurs
Depuis le milieu du XXe siècle, Notre-Dame de Myans a eu pour recteurs successifs :
- jusqu'en 1972 : père Charles Arminjon ;
- de 1972 à 2004 : père Louis Robert[2] ;
- de 2004 à 2007 : père Thierry Brac de la Perrière ;
- de 2007 au 31 août 2016 : père René Ferrand ;
- du 1er septembre 2016 au 31 août 2022 : père Christian Auffret ;
- depuis le 1er septembre 2022 : père Clément Danckaert.

## Prière à Notre-Dame de Myans
« Notre Dame de Myans, veillez sur la Savoie. Protégez nos familles et obtenez-nous de mieux connaître, de mieux aimer, de mieux servir votre divin Fils. Ainsi soit-il »

— Mgr de Bazelaire, archevêque de Chambéry.